# Paradelphomyia dolonigra
Paradelphomyia dolonigra är en tvåvingeart som beskrevs av Alexander 1970. Paradelphomyia dolonigra ingår i släktet Paradelphomyia och familjen småharkrankar. Inga underarter finns listade i Catalogue of Life.